# Жервез, Клод
Клод Жерве́з (фр. Claude Gervaise, годы расцвета 1540—1560) — французский композитор и редактор-аранжировщик эпохи Возрождения.

## Очерк биографии и творчества
Работал в Париже редактором и аранжировщиком у знаменитого нотопечатника Пьера Аттеньяна. Документально зафиксировано его участие в этом качестве в сборниках («книгах») 3-5 «Danceries» Аттеньяна. После смерти Аттеньяна (1552) до 1558 продолжал сотрудничать с его вдовой, унаследовавшей предприятие. Жервез размещал в изданиях «бренда» (Париж, 1550—1557) не только чужие, но и собственные сочинения.
Снискал популярность как автор танцевальной инструментальной музыки — паван, гальярд, бранлей и др. светских танцев, многие из которых были многоголосными обработками Жервезом имевших хождение в его время мелодий и гармонических формул (например, passamezzo antico). Жервез также делал инструментальные обработки (вокальных) шансон, в том числе их виольные интабуляции (возможно, сам был гамбистом). Кроме инструментальных танцев в наследии Жервеза-композитора 49 оригинальных шансон на четыре и три голоса, в том числе на текст сонета «Au temps heureux de ma jeune ignorance» Меллена де Сен-Желе.

## Рецепция
В 1935 году Франсис Пуленк написал 7-частную «Французскую сюиту по Жервезу» для фортепиано, которую позже инструментовал для ансамбля духовых, ударных и клавесина. Именем Жервеза назван канадский ансамбль старинной музыки Ensemble Claude-Gervaise.

## Избранная дискография
- Danceries (a4). Тематический CD с музыкой Жервеза в исполнении ансамблей Musica Antiqua и Novus Brass Quartet (Claves Records. CD 50-916).
- 3 инструментальные пьесы в исполнении Андрея Волконского и ансамбля Марка Пекарского (Мелодия. CM 03329-30).
- Сборник Аттеньяна «Chansons nouvelles et danceries», ансамбль Doulce Mémoire (Auvidis. Astrée. E 8545)